# Lispe superciliosa
Lispe superciliosa este o specie de muște din genul Lispe, familia Muscidae, descrisă de Friedrich Hermann Loew în anul 1861. Conform Catalogue of Life specia Lispe superciliosa nu are subspecii cunoscute.